# Chaplin som Urtyv
Chaplin som Urtyv er en amerikansk stumfilm fra 1914 med Charlie Chaplin i hovedroillen.

## Medvirkende
- Charles Chaplin
- Minta Durfee
- Edgar Kennedy
- Gordon Griffith
- Chester Conklin